# Гаральд Єппенер-Гальтенгофф
Гаральд Єппенер-Гальтенгофф (нім. Harald Jeppener-Haltenhoff; 20 вересня 1907, Мекленбург — 16 вересня 1984, Венторф-бай-Гамбург) — німецький офіцер-підводник, корветтен-капітан крігсмаріне.

## Біографія
В 1933 році вступив на флот. З травня 1937 року — 2-й вахтовий офіцер на підводному човні U-36. З жовтня 1937 року — 1-й вахтовий офіцер на U-17. З 11 вересня по 17 жовтня 1939 року — U-17, з 19 жовтня по 29 листопада 1939 року — U-24, на якому здійснив 1 похід (23-29 жовтня). 9 листопада 1939 року на міні, встановленій U-24, підірвався британський торговий пароплав Carmarthen Coast водотоннажністю 961 тонну, який перевозив 1000 тонн генеральних вантажів, у тому числі гранітний бордюр і рулони лінолеуму; 2 з 17 членів екіпажу загинули. В грудні 1939 року переданий в розпорядження головнокомандувача підводним флотом. З лютого 1940 року займав різноманітні штабі посади: референт з особових страв офіцерів, начальник офіцерського відділу штабу головнокомандувача підводним флотом, офіцер штабу 2-го адмірала підводного флоту, потім командувача-адмірала підводного флоту. В травні 1945 року взятий в полон. 15 жовтня 1945 року звільнений. Похований в Бремені.

## Звання
- Фенріх-цур-зее (1 липня 1934)
- Оберфенріх-цур-зее (1 квітня 1936)
- Лейтенант-цур-зее (1 жовтня 1936)
- Оберлейтенант-цур-зее (1 червня 1938)
- Капітан-лейтенант (1 квітня 1941)
- Корветтен-капітан (1 вересня 1943)

## Нагороди
- Медаль «За вислугу років у Вермахті» 4-го класу (4 роки)